# 신태식
신태식(申泰植, 1909년 1월 21일~2004년 7월 19일)은 계명기독대학(現 계명대학교)의 학장을 역임한 대한민국의 교육인이다.
신태식은 2004년 7월 19일, 숙환으로 별세했다. 그의 유해는 경북 청송군 안덕면에 묻혀져 있다.

## 약력
- 대구 계성중학교 졸업
- 평양 숭실전문학교 졸업
- 일본 도호쿠 제국대학 법문학부 영문학과 졸업
- 미국 엠포리아 대학교 명예 교육학 박사
- 미국 캐롤 대학교 명예 법학 박사
- 계성학교 교장
- 계명기독대학 학장 (1961년 11월 ~ 1978년 2월)
- 계명대학교 명예총장 (1978년 2월 ~ 현재

## 서훈 내역
- 대한민국 국민훈장 모란장

## 같이 보기
- 신후식, 신태식의 형이며 장로교 목사
- 신일희, 신태식의 아들이자 계명대학교 현임 총장